# Bon-Adrien Jeannot de Moncey
Bon-Adrien Jeannot de Moncey, Conegliano hercege (Moncey, 1754. július 31. – Párizs, 1842. április 20.) Franciaország marsallja, a forradalmi és a napóleoni háborúk kiemelkedő katonája volt.

## Élete és pályafutása
Apja ügyvéd volt Besançonban. Gyermekkorában kétszer sorozták be a francia hadseregbe, de az apja mentesítést szerzett mindkét alkalommal. 1778-ban a vágya végre teljesült, amikor végre katona lehetett.

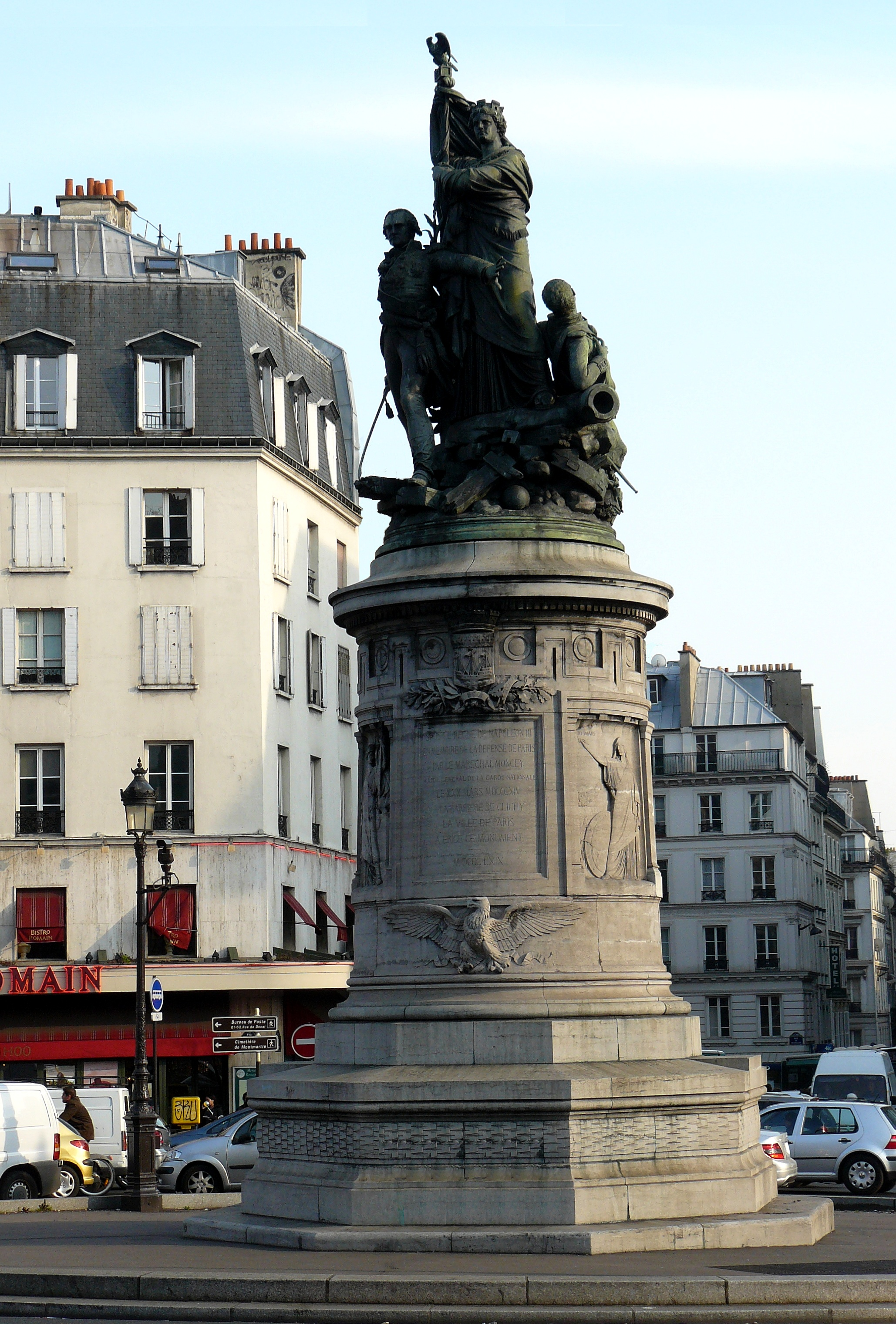
Moncey szobra a Clichy téren

1791-ben kapitánnyá léptették elő,  mivel a francia forradalom elveivel azonosult. Moncey az 1793-as és 1794-es hadjáratban aratott győzelmeivel tüntette ki magát a spanyol határnál, zászlóaljparancsnokká nevezték ki, majd pár hónap alatt a hadsereg vezérkari főnökének a nyugati Pireneusokban , és sikeres működése nagy szerepet játszott abban, hogy békére kényszerítették a spanyol kormányt. Ezt követően  a legfőbb parancsnok 1799-ig, amikor a kormány, royalista nézetekkel gyanúsítva leváltotta őt. 1801-1815 között a rendőrség főfelügyelője volt.
Az 1799. brumaire 18-i puccs után került vissza aktív szolgálatba, és Napóleon itáliai hadjáratában 1800-ban vezette hadtestét Svájcból Itáliába, leküzdve a fegyverszállítási és a lovak hiánya miatti nehézségeket kelt át a  Szent Gotthárd-hágón. 1801-ben Bonaparte csendőrség inspektor-tábornokává tette, és Franciaország marsalljává. 1805-ben megkapta a becsületrendet.
1808-ban Conegliano hercege lett. Ebben az évben Spanyolországba küldték a hadsereg parancsnokaként. A félszigeti háborúban kitüntette magát Valencia elfoglalásával, de ez azzal a hatással járt, hogy Dupont de l’Étang tábornok serege a Bailén-i katasztrófában elpusztult, ezek után Jeannot de Moncey marsall vezető szerepet játszott a császár hadjáratában az Ebrónál és Zaragoza második ostrománál 1809-ben.
Visszavonult a szolgálatból az oroszországi hadjárat idején, és ezért nem vett részt a Grande Armée hadjáratában 1812-ben és 1813-ban. Amikor azonban Franciaországot a szövetségesek megtámadták 1814-ben, újra a csatamezőre lépett és harcolt az utolsó csatában Párizsért a Montmartre-i magaslatokon és Clichy sáncain.
1814-ben XVIII. Lajost mellé állt, aki Franciaország pairjének nevezte ki. Napóleon visszatérésekor, a „száz nap” alatt semleges maradt, megtagadta, hogy részt vegyen Ney marsall elítélésében, ezért börtönbüntetésre és a marsalli cím elvesztésére ítélték.
A király 1816-ban visszaadta a címét, és három évvel később ismét pair lett. Így folytatta katonai pályafutását, az utolsó aktív szolgálata az volt, hogy hadseregparancsnokként  az 1823-as rövid háborúban Spanyolország ellen harcolt. 1833-ban a Hôtel des Invalides kormányzója lett. Amikor Napóleon hamvait 1840 decemberében hazahozták, az orvosának ezt mondta: „Docteur, faites-moi vivre encore un peu, je veux recevoir l'Empereur” azaz Doktor, verjen még belém egy kis életet, látni akarom a császárt! Az ünnepségen megcsókolta Napóleon kardjának markolatát: „à présent rentrons mourir”=„Most menjünk haza meghalni.”
Felesége Charlotte Prospère Remillet (1761 - 1842), akitől 3 gyermeke született:
- Anne-Françoise (1791 – 1842)
- Bon-Louis (1792 – 1805)
- Jeanne-Françoise (1807 – 1853)

## Fordítás
- Ez a szócikk részben vagy egészben  a   Bon-Adrien Jeannot de Moncey című angol Wikipédia-szócikk fordításán alapul.  Az eredeti cikk szerkesztőit annak laptörténete sorolja fel. Ez a jelzés csupán a megfogalmazás eredetét és a szerzői jogokat jelzi, nem szolgál a cikkben szereplő információk forrásmegjelöléseként.

## Kapcsolódó információk
- Napóleoni háborúk
- LIGNY – QUATRE BRAS – WATERLOO (1815. június 16-18.) Archiválva 2009. április 10-i dátummal a Wayback Machine-ben
- napoleon.lap.hu
- Napóleon marsalljai (francia nyelven)